# 関東局

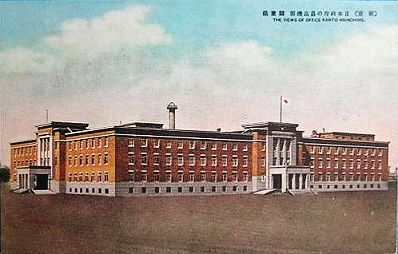
関東局庁舎（関東軍憲兵隊司令部との合同庁舎）

関東局（かんとうきょく、旧字体：關東局）とは、満洲国成立により満洲国内の日本の出先機関を統合すべく、関東局官制（昭和9年12月26日勅令第348号）に基づき、在満洲国日本大使館に設けられた部局である。これに伴い関東庁は廃止された。

## 概要
関東局は新京に置かれた。権限は関東州の統治の他、南満洲鉄道附属地を従来の関東庁に代わって直接管理した。
関東局の長は満洲国駐箚特命全権大使であり、関東軍司令官（1942年10月以降は関東軍総司令官）が兼任したため、強大な権力を掌握した。これにより、軍・外交機関・関東州統治機関が一元化されることになった。
関東局の業務について、武官の長官を補佐するために内務省官僚出身者を主とする文官による関東局総長職が置かれた。関東州内の地方行政を直接担当するため、旅順には関東庁に代わる関東州庁が置かれた。
1945年の日本の敗戦により統治機関としての能力を失った。

## 歴代幹部

### 満洲国駐箚特命全権大使
- 南次郎（1934年12月26日-）
菱刈隆に代わり満洲国駐箚となったのは関東局設置前の12月10日[3]
- 植田謙吉（1936年3月6日-）
- 梅津美治郎（1939年9月7日-）
- 山田乙三（1944年7月18日-1946年8月18日）

### 関東局総長
- 長岡隆一郎（1934年12月26日-）
- 大野緑一郎（1935年5月11日-）
1936年4月7日-：武部六蔵が総長心得
- 武部六蔵（1936年4月15日-）
- 大津敏男（1938年3月28日-）
- 三浦直彦（1941年2月8日-1947年3月31日）

## 組織機構
- 官房
  - 秘書課、文書課、審議室
- 司政部
  - 行政課、殖産課、経理課、財務課
- 警務部
  - 警務課、警備課、高等警察課、衛生課
- 監理部
  - 交通課、逓信課
- 在満教務部[4][5]

## 関連文献
- 「関東局官制」（『官報』号外、1934年12月26日、勅令欄）
- 「機構」（『関東局施政三十年史』 関東局、1936年10月）